# 레이와코스타유쿠하시역
레이와코스타유쿠하시역(일본어: 令和コスタ行橋駅)은 일본 후쿠오카현 유쿠하시시에 위치한 헤이세이 치쿠호 철도 소속 철도역이며, 다가와 선의 정차역이다.

## 개요
역명은 인접한 복합 상업시설의 명칭 인 코스타 유쿠하시에 "레이와"(令和) 개원 이후 일본에서 처음 개업 기차역이며, 새 시대도 고객에게 사랑받는 철도, 역을 만든다는 마음을 담아 "레이와"을 딴.

## 역 주변
- 코스타 유쿠하시
- 유메타운 유쿠하시
- 후쿠오카현립 유쿠하시 고등학교
- 후쿠오카현립 교토 고등학교
- 유쿠하시시립 이즈미 초등학교
- 후쿠토미 우체국
- 후쿠오카현 농업 종합 시험장 부젠 분장
- 야스카와 전기 유쿠하시 공장
- 창가학회 유쿠하시 기념회관
- 규슈여객철도 미나미유쿠하시 역
- 국도 496호
- 유쿠하시 미야코 대교
- 이마가와강
- 유쿠하시 후생병원

## 인접 역
| 헤이세이 치쿠호 철도 다가와 선 | 헤이세이 치쿠호 철도 다가와 선   | 헤이세이 치쿠호 철도 다가와 선 |
| ------------------------------ | -------------------------------- | ------------------------------ |
| 유쿠하시 방면                  | ■ 헤이세이 치쿠호 철도 다가와 선 | 미야코이즈미 다가와이타 방면   |